# FUSE OF LOVE
FUSE OF LOVE是日本歌手倉木麻衣第五張原創專輯，於2005年8月24日發行。

## 簡介
- 與前作《If I Believe》相隔約兩年的新作，收錄單曲《通往明日的橋樑》、《Love,needing》、《Dancing》與《P.S♡MY SUNSHINE》。
- 專輯原名為「FUSE」，後來正式變更名稱為「FUSE OF LOVE」，代表「愛的導火線」，有著回顧過往進行音樂活動時從不同的人獲得的愛，同時希望今後自己也能讓愛通過音樂傳開的想法[1][2]。
- 倉木本人首次參與製作的專輯[2]，有別於以往充滿美式流行風格及R&B曲風，本作開始趨向J-Pop風格，被譽為回歸原點的作品[1]。
- 倉木唯一一張沒有任何「名偵探柯南」商業搭配的原創專輯。
- 首張正式以合法下載形式發售的作品，於iTunes Store設置了其專屬的頁面。
- 專輯發行首周以10.8萬張銷量登上排行榜第3位，中斷了倉木從出道專輯的連續冠軍記錄。
- 9月3日起舉行以本專為主題的16場全國巡迴演唱會「Mai Kuraki Live Tour 2005 LIKE A FUSE OF LOVE」[3]。

## 解說
以下為未曾收錄在單曲內的7首歌曲：
Honey, feeling for me
專輯首次以非專輯同名曲放在開頭。歌曲以遠距離戀愛為主題，唱出二人等待已久的會面時的心境。歌詞使用了和菓子、朱古力、牛奶等甜點比喻女生的感受，也是倉木認為專輯最能散發香氣的一首歌曲。
奔馳的閃電
以突破自我為主題的歌曲，歌曲中加入了打雷的效果音。
Don't leave me alone
倉木希望製作一首表達苦戀中的感覺的歌曲，於是便請求作曲者寫下這首歌曲。歌詞提及了專輯名稱意思的導火線。
Tell me what
歌曲以戀人為主題，唱出只要兩人在一起便能繼續前進的想法。
LOVE SICK
倉木認為感覺有點香辣的歌曲。歌詞通過大眾日常生活都會使用的短信寫下戀愛中的事。
I sing a song for you
全鋼琴伴奏的抒情歌曲，也是專輯中唯一拍攝MV的專輯曲。倉木認為是首不能不投入感情地歌唱的歌曲，於是在歌曲錄製前先把錄音室的燈光調暗，好讓自己投入歌曲的氣氛。
chance for you
歌曲沒有加入拍手聲的原意，但倉木在錄製時想到希望與歌迷們在現場演出時一起歌唱，因此便齊集諸位工作人員一起在錄製最後加入拍手聲。現時已經成為倉木在演唱會安哥時必定會與觀眾進行大合唱的歌曲。歌曲於5年後追加成為2010年6月19日上映的電影「壘球少年」的主題曲，因而重新錄製電影版本的歌曲，並成為下載限定單曲。

## 曲目
| 曲序     | 曲目                             | 作曲                         | 編曲               | 时长  |
| -------- | -------------------------------- | ---------------------------- | ------------------ | ----- |
| 1.       | Honey, feeling for me            | 大野愛果                     | 鎌田真吾           | 4:06  |
| 2.       | P.S♡MY SUNSHINE                  | 岡本仁志（from GARNET CROW） | 岡本仁志           | 3:48  |
| 3.       | You look at me～one              | 大賀好修（from OOM）         | 大賀好修           | 3:58  |
| 4.       | 奔馳的閃電（駆け抜ける稲妻）     | 大賀好修                     | 大賀好修           | 4:59  |
| 5.       | Don't leave me alone             | 大賀好修                     | 大賀好修           | 4:53  |
| 6.       | Love,needing                     | 大野愛果                     | Cybersound         | 3:17  |
| 7.       | Dancing（ダンシング）            | 徳永曉人                     | 德永曉人           | 3:47  |
| 8.       | Tell me what                     | 大野愛果                     | 岡本仁志           | 3:49  |
| 9.       | LOVE SICK                        | 大野愛果                     | 大賀好修           | 4:06  |
| 10.      | 通往明日的橋樑（明日へ架ける橋） | 徳永曉人                     | 池田大介・徳永曉人 | 3:59  |
| 11.      | I sing a song for you            | 大野愛果                     | 大野愛果           | 3:51  |
| 12.      | chance for you                   | 大野愛果                     | 麻井寛史           | 3:31  |
| 总时长： | 总时长：                         | 总时长：                     | 总时长：           | 48:28 |

## 銷量
| 榜單                              | 最高排名 | 銷量    | 在榜時數 |
| --------------------------------- | -------- | ------- | -------- |
| Oricon日間專輯榜 (2005年8月24日)  | 1        | —       | 13週     |
| Oricon週間專輯榜 (2005年9月第1週) | 3        | 108,269 | 13週     |
| Oricon月間專輯榜 (2005年9月)      | 3        | 166,950 | 13週     |
| Oricon年間專輯榜 (2005年)         | 81       | 185,350 | 13週     |
| Oricon累積銷量                    | —        | 185,350 | 13週     |

## 引用資料
1. 1 2  . 大紀元. 2005-08-23  [2005-08-23]. （原始内容存档于2015-09-24） （中文）.
2. 1 2 3 4 5 6 7  . Music Freak Magazine. 2005-08-05  [2005-08-05]. （原始内容存档于2011-07-14） （日语）.
3. ↑  . livedoor. 2005-11-04  [2005-11-04]. （原始内容存档于2008-01-05） （日语）.
4. ↑  . barks. 2010-05-24  [2010-05-24]. （原始内容存档于2010-07-27） （日语）.